# William Joseph Walsh

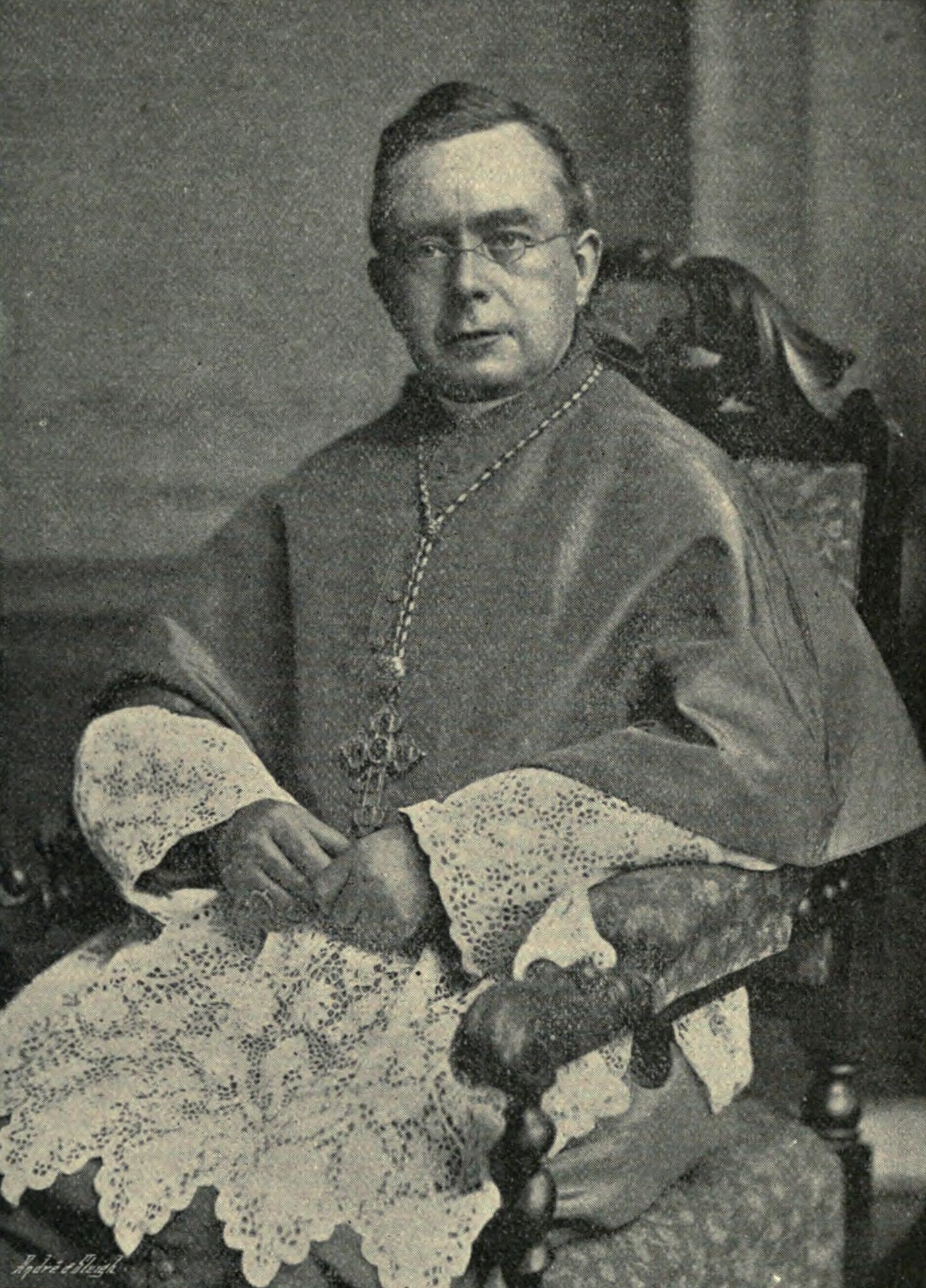
Erzbischof William Joseph Walsh (um 1895)

William Joseph Walsh (* 30. Januar 1841 in Dublin; † 9. April 1921 ebenda) war ein irischer Geistlicher und römisch-katholischer Erzbischof von Dublin.

## Leben
William Joseph Walsh empfing am 22. Mai 1866 das Sakrament der Priesterweihe für das Erzbistum Dublin.
Am 3. Juli 1885 wurde er zum Erzbischof von Dublin ernannt. Die Bischofsweihe spendete ihm am 2. August desselben Jahres in Rom der Erzbischof von Sydney, Patrick Francis Kardinal Moran; Mitkonsekratoren waren der Bischof von Clogher, James Donnelly, und der Titularbischof von Lete, Tobias Kirby.
William Joseph Walsh blieb bis zu seinem Tod am 9. April 1921 als Erzbischof im Amt.